# Skytanthus
Skytanthus é um género botânico pertencente à família Apocynaceae.